# Answers.com
Answers.com(앤서스닷컴, 구 명칭: WikiAnswers, 위키앤서스)은 인터넷을 기반으로 한 지식 교환이다. Answers.com 도메인 이름은 1996년에 아이디어랩(Idealab)의 기업가 빌 그로스와 헨릭 존스(Henrik Jones)가 사들였다. 도메인 이름은 넷셰퍼드(NetShepard)가 인수한 후 구루넷(GuruNet)과 AFCV 홀딩스에 매각되었다. 이제 웹사이트는 앤서스 코퍼레이션(Answers Corporation)의 주요 제품이 되었다. 수천만 개의 사용자 생성 질문과 답변이 있으며, 등록된 사용자가 서로 상호 작용할 수 있는 웹사이트를 제공한다.